# Механика контакта
Механика контакта се бави рачунањем еластичних, високоеластичних или пластичних тијела при статичном или динамичном контакту.
Механика контакта је основа машинства, неопходна за дизајн сигурних и енергетски штедљивих машинских постројења.
Од интереса је за примјену код на примјер контакта између точка и жељезничке шине, код спојница, кочница, гума, клизних и кугличних лежајева, мотора са унутрашњим сагоријевањем, зглобова, херметизације, обликовања материјала, ултразвучног заваривања, електричних контаката и многих других.
Њени задаци обухватају доказ чврстине контактних и спојних елемената, преко утицаја подмазивања или дизајна материјала на трење и хабање па све до примјене у системима микро- и нанотехнике.

## Историја
Класична механика контакта је повезана превасходно са Хајнрихом Херцом.
1882. године Херц је ријешио проблем контакта између два еластична тијела са закривљеним површинама. Овај класични резултат представља и данас један темељ механике контакта.
Тек непуни век касније пронашли су Јохансон, Кендал и Робертс слично рјешење за адхезивни кохтакт (ЈКР-Теорија).
Слиједећи напредак знања о механици контакта остварен је средином 20. века захваљујући Бовдену и Табору. Они су први указали на важност храпавости контактних тијела. Храпавост утиче на то да је стварна површина контакта између тијела, између којих се остварује трење, по правилу за ред величине мања у односу на привидну површину контакта. Ово сазнање је нагло измјенило правац многих триболошких истраживања. Радови Бовдена и Табора проузроковали су читав низ теорија механике контакта храпавих површина.
Као пионирске радове на овом подручју треба прије свега поменути радове Архарда (1957), који на крају закључује да је и у контакту еластичних храпавих површина контактна површина приближно пропорционална нормалној сили.
Следећи важни прилози повезани су са именима Гринвуда и Вилијамсона (1966), Буша (1975) и Персона (2002). Најважнији резултат ових радова је да је стварна контактна површина код храпавих површина грубо пропорционална нормалној сили, док су услови у појединачним микроконтактима (притисак, величина микроконтакта) само слабо зависни од оптерећења.

## Класични задаци у контактној механици

### Контакт између кугле и еластичног полупростора
Посматрајмо еластичну куглу радиуса {\displaystyle R} утиснуту у еластични простор за величину {\displaystyle d}.
При томе се образује контактно подручје радијуса {\displaystyle a={\sqrt {Rd}}}.
За то је потребна сила
{\displaystyle F={\frac {4}{3}}E^{*}R^{1/2}d^{3/2}} ,
при чему
{\displaystyle {\frac {1}{E^{*}}}={\frac {1-\nu _{1}^{2}}{E_{1}}}+{\frac {1-\nu _{2}^{2}}{E_{2}}}} .
гдје су {\displaystyle E_{1}} и {\displaystyle E_{2}} модули еластичности, а {\displaystyle \nu _{1}} и {\displaystyle \nu _{2}} Поисонове константе оба тијела.
Нека су двије кугле радијуса {\displaystyle R_{1}} и {\displaystyle R_{2}} у контакту.
Тада ове једначине важе и даље, с тим што је радијус {\displaystyle R}
{\displaystyle {\frac {1}{R}}={\frac {1}{R_{1}}}+{\frac {1}{R_{2}}}}.
Расподјела притиска у контактном подручју је дата као
{\displaystyle p=p_{0}\left(1-{\frac {r^{2}}{a^{2}}}\right)^{1/2}}
са
{\displaystyle p_{0}={\frac {2}{\pi }}E^{*}\left({\frac {d}{R}}\right)^{1/2}}.
Максималан смичући напон за {\displaystyle \nu =0,33} је при {\displaystyle z\approx 0,49a}

### Контакт између два укрштена цилиндра истих радијусаR{\displaystyle R}
је исти као и контакт кугле радијуса {\displaystyle R} и равни (погледај горе).

### Контакт између тврдог цилиндра и еластичног полупростора
Један тврди цилиндрични печат радијуса {\displaystyle a} утиснут у еластични полупростор ствара следећу расподјелу притиска
{\displaystyle p=p_{0}\left(1-{\frac {r^{2}}{a^{2}}}\right)^{-1/2}}
са
{\displaystyle p_{0}={\frac {1}{\pi }}E^{*}{\frac {d}{a}}}.
Повезаност између величине удубљења {\displaystyle d} и нормалне силе је дата као
{\displaystyle F=2aE^{*}d{\frac {}{}}}.

### Контакт између тврдог коничног утискивача и еластичног полупростора
Код утискивања тврдог коничног утискивача у еластични полупростор постоји следећа повезаност између величине удубљења {\displaystyle d} и контактног радијуса {\displaystyle a}
{\displaystyle d={\frac {\pi }{2}}a\tan \theta }
{\displaystyle \theta } је угао између граничне равни полупростора и изводнице конуса.
Расподјела притиска је описана следећом једначином
{\displaystyle p(r)=-{\frac {Ed}{\pi a\left(1-\nu ^{2}\right)}}ln\left({\frac {a}{r}}+{\sqrt {\left({\frac {a}{r}}\right)^{2}-1}}\right)} .
Напон у врху конуса (у центру контактног подручја) има логаритамски сингуларитет.
Укупна сила одређује се према
{\displaystyle F_{N}={\frac {2}{\pi }}E{\frac {d^{2}}{\tan \theta }}}.

### Контакт између два цилиндра са паралелним осама
Сила је код контакта између два цилиндра са паралелним осама линеарно пропорционална величини удубљења
{\displaystyle F={\frac {\pi }{4}}E^{*}Ld}.
Радијус закривљења се у овој релацији не појављује.
Половина контактне ширине је дата као 
{\displaystyle a={\sqrt {Rd}}},
са
{\displaystyle {\frac {1}{R}}={\frac {1}{R_{1}}}+{\frac {1}{R_{2}}}}
и иста је као и у контакту између двије кугле.
Максимални притисак је
{\displaystyle p_{0}=\left({\frac {E^{*}F}{\pi LR}}\right)^{1/2}} .

### Контакт између храпавих површина
Код контакта између два тијела са храпавим површинама је стварна површина контакта {\displaystyle A} много мања него привидна површина контакта {\displaystyle A_{0}}.
Стварна површина контакта између стохастички храпаве површине и еластичног полупростора је пропорционална нормалној сили {\displaystyle F} и дата је кроз једначину
{\displaystyle A={\frac {\kappa }{E^{*}h'}}F}
При чему је {\displaystyle h'} средња квадратна вриједност нагиба површине и {\displaystyle \kappa \approx 2}.
Средњи притисак у стварној површини контакта
{\displaystyle \sigma ={\frac {F}{A}}\approx {\frac {1}{2}}E^{*}h'}
рачуна се приближно као половина ефективног еластичног модула {\displaystyle E^{*}} помножена средњом квадратном вриједности нагиба {\displaystyle h'} профила површине.
Ако је овај притисак већи од тврдоће материала{\displaystyle \sigma _{0}}, што значи
{\displaystyle \Psi ={\frac {E^{*}h'}{\sigma _{0}}}>2},
онда је микрохрапавост потпуно у пластичном стању. За {\displaystyle \Psi <{\frac {2}{3}}} површина се при контакту понаша еластично. Величину {\displaystyle \Psi } су Гринвуд и Вилијамсон увели и зове се индекс пластичности. Да ли се систем еластично или пластично понаша не зависи од примијењене нормалне силе.